# Anthem (groupe)
Pour les articles homonymes, voir Anthem.
Anthem (アンセム, Ansemu), stylisé ANTHEM, est un groupe de heavy metal japonais, originaire de Tokyo. Populaire au Japon dans les années 1980, le groupe se sépare en 1992, mais se reforme en 2000.

## Biographie

### Débuts (1980–1985)
Anthem est formé à Tokyo en 1980, et comprend le chanteur Toshihito Maeda, le guitariste Akifumi Koyanagi, le bassiste Naoto Shibata (aussi connu sous le surnom Ski) et le batteur Takamasa Ohuchi. Koyanagi quitte le groupe à la fin de 1983 et est remplacé par Hiroya Fukada. En décembre 1984, Toshihito Maeda part aussi et Anthem fait appel à Eizo Sakamoto pour leur album éponyme publié en juillet 1985 par Nexus et distribué en Europe par Roadrunner Records.

### Succès (1985–1992)
Leur premier album studio comprend des chansons comme Wild Anthem et Warning Action. Leur premier single-EP, publié en 1986, intitulé Xanadu, devient leur première chansons connue, utilisée pour la publicité du jeu vidéo de Nihon Falcom, Dragon Slayer II: Xanadu. L'album qui suit, Tightrope, comprend des éléments plus entrainants et des mélodies, ainsi qu'une performance vocale améliorée de Sakamoto. Bound to Break est le dernier album à faire participer Eizo Sakamoto pendant près de deux décennies. L'album comprend des classiques tels que Empty Eyes, Bound to Break, Soldiers) et fait participer le producteur de renom Chris Tsangarides (Judas Priest).
Après le départ de Sakamoto en 1988, Shibata recrute Yukio Morikawa pour le chant. Avec Morikawa, ils enregistrent l'album Gypsy Ways, considéré comme leur meilleur album en date. La voix de Morikawa leur permet d'atteindre un succès considérable. En 1989, l'album Hunting Time est publié. Au début des années 1990, Anthem assiste au départ de Hiroya Fukuda (guitare) qui est remplacé par Hideaki « Shadow Walker » Nakama avec lequel ils enregistrent l'album No Smoke Without Fire, cette fois sans Chris Tsangarides. Hideaki Nakama quitte le groupe.

### Séparation (1992–2000)
Après avoir sorti une douzaine d'albums et avoir connu plusieurs changements de chanteurs et de guitaristes, Anthem se sépare en 1992. Son bassiste et leader Naoto Shibata rejoint alors le groupe Loudness, où il rencontre le batteur Hirotsugu Homma.

### Retour (2000–2011)
À la suite de la reformation du Loudness original, Shibata quitte le groupe et reforme Anthem en 2000, avec la participation temporaire du chanteur anglais Graham Bonnet pour enregistrer en anglais un album de leurs anciens titres. Bonnet est remplacé peu après par Eizo Sakamoto, de retour après avoir chanté sur les premiers albums du groupe dans les années 1980, qui fait ensuite partie des groupes Animetal et JAM Project, et forme en parallèle à Anthem son propre groupe Eizo Japan dans les années 2000. Hirotsugu Homma rejoint aussi Anthem en 2001, remplaçant le batteur historique du groupe.

### Dernières activités (depuis 2012)
Le 10 janvier 2013, le groupe se met en pause après que Shibata ait été diagnostiqué d'un cancer de l'estomac. Après la remise en convalescence de Shibata, le groupe joue quelques concerts en juillet 2013 et une Live Circus Tour en septembre et octobre 2013.
En 2014, Sakamato quitte Anthem et est remplacé par Yukio Morikawa, qui lui avait déjà succédé au sein du groupe de 1988 à 1992 avant de former The Powernude en 1995. Absolute World, le premier album de Yukio Morikawa au chant depuis Domestic Booty en 1992, est publié le 22 octobre 2014. Le groupe tourne en novembre pour promouvoir l'album.

## Membres

### Membres actuels
- Yukio Morikawa - chant (1988-1992, depuis 2014)
- Akio Shimizu - guitare (1991-1992, depuis 2000)
- Naoto Shibata - basse (1981-1992, depuis 2000)
- Isamu Tamaru - batterie (depuis 2012)

### Anciens membres
- Takamasa Ohuchi - batterie (1981-1992, 2000)
- Hiroya Fukuda - guitare (1983-1990)
- Akifumi Koyanagi - guitare (1981-1983)
- Hideaki Nakama - guitare (1990-1991)
- Eizo Sakamoto - chant (1984-1988, 2000-2014)
- Toshihito Maeda - chant (1981-1984)
- Graham Bonnet - chant (2000)
- Hirotsugu Homma - batterie (2000-2013)